# Chae Ji-hoon
Dans ce nom coréen, le nom de famille, Chae, précède le nom personnel.
Chae Ji-hoon (né le 5 mars 1974 à Séoul) est un patineur de vitesse sur piste courte sud-coréen.

## Palmarès

### Jeux olympiques
- Jeux olympiques d'hiver de 1994 à Lillehammer :
  -  Médaille d'or sur le 500 m
  -  Médaille d'argent sur le 1000 m

- Jeux olympiques d'hiver de 1998 à Nagano :
  -  Médaille d'argent au relais 5000 m

### Championnats du monde
- Championnats du monde de patinage de vitesse sur piste courte 1993 à Pékin
  -   Médaille d'or sur le 3000m
  -   Médaille de bronze sur le 1500m
  -   Médaille de bronze toutes catégories
- Championnats du monde de patinage de vitesse sur piste courte 1994 à Guildford
  -   Médaille d'or sur le 1500m
  -   Médaille d'argent sur le 3000m
  -   Médaille d'argent toutes catégories
- Championnats du monde de patinage de vitesse sur piste courte 1995 à Gjøvik
  -   Médaille d'or sur le 500m
  -   Médaille d'or sur le 1500m
  -   Médaille d'or sur le 3000m
  -   Médaille d'or toutes catégories
- Championnats du monde de patinage de vitesse sur piste courte 1996 à La Haye
  -   Médaille d'or sur le 3000m
  -   Médaille d'argent toutes catégories
  -   Médaille de bronze sur le 1000m
  -   Médaille de bronze sur le 1500m
  -   Médaille de bronze en relais 5000m
- Championnats du monde de patinage de vitesse sur piste courte 1998 à Vienne
  -   Médaille d'argent en relais 5000m